# Гази, Амир Раджабович
Амир Раджабович Гази (1940 - 2000)  — даргинский писатель, публицист и сценарист. 

## Биография
Амир Гази (Газимагомедов Амир Раджабович) родился в 1940 году в селении Зубанчи Дахадаевского района Дагестана. Окончил Сергокалинское педагогическое училище и Литературный институт им. М. Горького. Работал учителем в родном селении, литсотрудником редакции республиканской газеты «Ленинское знамя», редактором республиканской газеты «Ленинское знамя», редактором даргинского выпуска детского литературного журнала «Соколёнок». Член Союза писателей СССР с 1976 года. Первые публикации Амира Гази появились в 1958 году на страницах газеты «Ленинское знамя», позже – на страницах даргинского выпуска альманаха «Дружба».

## Произведения
В 1965 году в Дагестанском книжном издательстве вышел первый сборник стихов поэта на даргинском языке «Бириз». В последующие годы в дагестанских издательствах вышли его поэтические сборники на родном языке: 
- «Моё море»
- «Горам верные сыны»
- «Суровость судьбы»
- «Совесть»
- «Планета в сердце»
- «Птица любви»
- «Четырёхлистник»
- «Жребий жизни»

А также повести и рассказы «Остановись, человек» и повесть «Долг».
В московских издательствах «Современник» и «Советская Россия» вышли сборники стихов Амира Гази «Дерево на вершине» и «Чистота». 
Тематика произведений писателя – наше беспокойное время, в котором лирический герой стремится сохранить мир на земле и не утратить духовные ценности народа. Амир Гази перевёл на даргинский язык стихи М.Ю. Лермонтова, Н.А. Некрасова, М. Джалиля, Г. Эмина, П. Неруды, Н. Хикмета, Э. Ромеро и дагестанских поэтов Е. Эмина, С. Стальского, Г. Цадасы и других.